# Mindball
Mindball — настольная игра для двух игроков, в которой они должны с помощью электрической активности своего мозга управлять движениями катящегося по столу мячика. Игра производится шведской компанией Interactive Productline. Игроки надевают на лоб повязки с датчиками, регистрирующими активность различных областей мозга. Датчики связаны с компьютером, который с помощью спрятанных под столом магнитов управляет перемещением стального мячика по игровому полю. Побеждает тот, кто сумеет максимально расслабиться, тогда мяч покатится к воротам противника.